# 양평 김씨
양평 김씨(楊平金氏)는 경기도 양평군을 본관으로 하는 한국의 성씨이다.
시조 김의간(金義杆)은 신라 왕실의 후손으로, 조선의 사정(司正)을 지냈다고 한다.

## 참고 자료
- “양평김씨(楊平金氏)”. 뿌리를 찾아서.[깨진 링크(과거 내용 찾기)]